# Combat de Tezerzaït (2008)
Pour les articles homonymes, voir Combat de Tezerzaït.
Rébellion touarègue de 2007-2009
Le deuxième combat de Tezerzaït se déroule lors de la rébellion touarègue de 2007-2009.

## Déroulement
Le 27 juin 2008, l'armée nigérienne lance une offensive contre les rebelles touaregs du MNJ à Tezerzaït, au nord du Niger. Elle engage dans le combat des chars, des camions, deux hélicoptères. La base de Tezerzaït, constituée en fait d'un puits avec les ruines d'une école à proximité, est prise par les forces nigériennes.
Selon l'armée nigérienne et le ministère de la Défense, 17 rebelles ont été tués et 3 de leurs véhicules détruits. Les rebelles de leur côté, reconnaissent une perte de 3 morts et 4 blessés faits prisonniers.
Parmi les morts figure Mohamed Achérif, ancien capitaine de l'armée nigérienne et vice-président du MNJ. Le rebelles affirment que Mohamed Achérif avait été capturé vivant, bien qu'ayant eu une jambe déchiquetée, et accusent l'armée nigérienne de l'avoir exécuté sommairement.